# Márton Vámos
Márton Vámos (Budapest, 24 giugno 1992) è un pallanuotista ungherese, campione del mondo con la propria nazionale a Barcellona 2013 ed a Fukuoka 2023.
Dalla stagione 2023-24 gioca nel Ferencvaros.

## Palmarès

### Club
- Campionato ungherese: 8

Vasas: 2011-12
Szolnok: 2014-15, 2015-2016, 2016-17
Ferencvaros: 2017-18, 2018-19, 2021-22, 2024-25
- Coppa d'Ungheria: 9

Szolnok: 2014, 2016, 2017
Ferencvaros: 2018, 2019, 2020, 2021, 2022, 2024
- LEN Champions League: 3

Szolnok: 2016-2017
Ferencvaros: 2018-19, 2024-25
- Coppe LEN: 1

Ferencvaros: 2017-18
- Supercoppa LEN: 3

Ferencvaros: 2018, 2019, 2024
- Coppa di Grecia: 2

Olympiakos: 2023, 2024
- Campionato greco: 2

Olympiakos: 2023, 2024

### Nazionale
- Olimpiadi

Tokyo 2020: 
- Mondiali

Barcellona 2013: 
Budapest 2017: 
Fukuoka 2023: 
Singapore 2025: 
- Europei

Budapest 2014: 
Belgrado 2016: 
Budapest 2020: 
Spalato 2022: 
- Coppa del Mondo

Almaty 2014: 
Berlino 2018: 
- World League

Čeljabinsk 2013 
Dubai 2014 